# Victoria Reggie Kennedy
Victoria Anne "Vicki" Reggie Kennedy (Crowley, 26 de febrero de 1954) es una abogada y diplomática estadounidense, activista contra el uso de armas. Es la segunda esposa y viuda del senador estadounidense Ted Kennedy.

## Juventud y educación
Segunda de seis hijos, Victoria Anne Reggie nació en Crowley en Acadia Parish en el suroeste de Luisiana. Su padre, Edmund Reggie, era juez y banquero de Luisiana; su madre, Doris Ann Boustany, fue miembro del Comité Nacional Demócrata. Reggie es de ascendencia libanesa, ya que todos sus abuelos eran maronitas en Líbano, que emigraron a los Estados Unidos y luego se establecieron en Luisiana. Los abuelos de Reggie se convirtieron en miembros importantes de la comunidad católica local, y luego sus hijos se involucraron en los negocios y la política.
La familia cercana de Reggie era rica debido al dinero de las acciones de su familia materna en la empresa de panadería Bunny Bread en Nueva Orleans. Creció en una familia que estuvo constantemente involucrada en políticas y campañas. En la Convención Nacional Demócrata de 1956, su padre ayudó a entregar su estado por la infructuosa candidatura de John F. Kennedy para la nominación a la vicepresidencia. Con el tiempo, John Kennedy desarrolló una estrecha relación social con los Reggie. Su madre emitió el único voto de delegado de Luisiana para Ted Kennedy en la Convención Nacional Demócrata de 1980.
Victoria Reggie asistió a escuelas parroquiales mientras crecía y era una estudiante con las mejores calificaciones. Asistió a la Newcomb College en la Universidad Tulane en Nueva Orleans, donde se graduó magna cum laude en una licenciatura en inglés fue elegida por Phi Beta Kappa y fue presidenta de la hermandad de mujeres Kappa Alpha Theta. Luego recibió su título de doctorado, con calificación summa cum laude en 1979 por la Facultad de Derecho de la Universidad Tulane. Allí fue miembro de Tulane Law Review. Su educación en Tulane, junto con las matrículas de sus hermanos y hermanas, se pagó por cerca de 20 años, con becas otorgadas por un aliado político de su padre.

## Inicios de su carrera y primer matrimonio
Después de la escuela de leyes, Reggie trabajó como secretaria judicial para el juez Robert Arthur Sprecher en el Tribunal de Apelaciones de los Estados Unidos para el Séptimo Circuito en Chicago. Como abogada, se especializó en derecho bancario. Conoció a su primer marido, Grier C. Raclin, un abogado de telecomunicaciones (que más tarde se convirtió en ejecutivo sénior de Charter Communications en San Luis, Misuri), cuando trabajaron juntos en el Palacio de Justicia Federal Everett McKinley Dirksen. Su boda por la iglesia de 1981 fue en Crowley y «reunió a cuatrocientos invitados en una fiesta de una semana».
Después del matrimonio, la pareja se mudó a Washington, D. C., donde ejerció el derecho bancario y de ahorro y préstamo y el derecho de reestructuración y quiebra para Keck, Mahin & Cate. En esa empresa fue nombrada socia, siendo reconocida como "carismática e impulsora" y dura negociadora en las conversaciones sobre acuerdos y «como una verdadera estrella» por su capacidad para trabajar en transacciones financieras complicadas.
Reggie y Raclin tuvieron dos hijos, Curran (nacido en 1982) y Caroline (nacida en 1985). Se divorciaron en 1990. Tras su divorcio, ella logró equilibrar su tiempo para seguir con su carrera de abogada y su papel como madre soltera de dos niños pequeños.

## Matrimonio con Ted Kennedy
Aun cuando las familias Kennedy y Reggie fueron amigas durante muchos años, Vicki recuerda (pero el senador Kennedy no) su primer encuentro, cuando Vicki era una pasante de verano en la oficina de correos de su oficina del Senado, el año siguiente a su graduación universitaria. Ellos comenzaron a salir después de reencontrarse en junio de 1991 en una fiesta para celebrar el 40 aniversario de boda de los padres de ella. Ted Kennedy comentó sobre este reencuentro: «Conocía a Vicki desde antes, pero esta fue la primera vez que realmente la vi». La relación se volvió seria en septiembre de 1991. Se comprometieron en marzo de 1992 y se casaron el 3 de julio de 1992 en una ceremonia civil en su casa de McLean, Virginia. Su carrera política había sufrido por un largo tiempo por la publicidad adversa, bebidas y promiscuidad, por lo que se atribuye que la estabilidad de su vida personal lo ayudó a reanudar una carrera productiva en el Senado. Kennedy se dedicó a los dos hijos de Vicki.
En la campaña de reelección al senado de Ted Kennedy en 1994 contra el republicano moderado Mitt Romney, el The New York Times le atribuyó «una ventaja política en una competencia difícil». Durante una recepción en Boston, Massachusetts, invitó a 1200 mujeres influyentes de Nueva Inglaterra para reunirse con cinco de los colegas del Senado de Kennedy. A lo largo de las campañas de Kennedy y de su trabajo senatorial, ella se convirtió en su asistente principal y su asesora política más cercana. En 1997, ya no ejercía el derecho. Victoria acudió en ayuda de la familia Kennedy después del accidente aéreo de 1999 que se cobró la vida de John F. Kennedy Jr.
Es presidenta y cofundadora de “Common Sense About Kids and Guns” (Sentido común sobre Niños y armas), un grupo de defensa que comenzó en 1999 y que busca reducir las muertes y lesiones de niños con armas de fuego en los Estados Unidos. Es miembro del consejo de administración del “Brady Center to Prevent Gun Violence” (Centro Brady para prevenir la violencia con armas), y se ha desempeñado en el consejo de “Stop Handgun Violence” (Detener la violencia con pistolas) en Boston. Es miembro de la junta de Demócratas Católicos y es autora del prefacio de su libro de 2009, El Caso Católico para Obama. Fue nombrada fideicomisaria del Centro John F. Kennedy para las Artes Escénicas el 4 de diciembre de 2009.

## Enfermedad y muerte de Ted Kennedy
Después de que a Ted Kennedy le fue diagnosticado cáncer cerebral en mayo de 2008, Victoria se convirtió en la principal cuidadora de su esposo y se ocupó del clan Kennedy así como de las conexiones políticas de Ted. Ella apoyó con la planificación de su tratamiento.
El senador Kennedy falleció el 25 de agosto de 2009. Durante los cuatro días de servicio funerario de cuatro días y entierro silencioso, la viuda mantuvo un rostro público de compostura, dignidad y gratitud a los empleados y ciudadanos que se alineaban en las calles y esperaban en el Capitolio de los Estados Unidos para presentar sus respetos.

## Actividades posteriores
Los reportes indican que el senador expresó el deseo de que su esposa lo sucediera en el cargo y esa especulación continuó durante su enfermedad.
Después de su muerte, algunos pensaron que el gobernador Deval Patrick designaría a Vicki para ocupar el puesto de senador hasta que pudieran tener lugar las elecciones especiales, pero ella la rechazó y entonces el gobernador, nombró a Paul G. Kirk, quien había sido socio de Kennedy por largo tiempo. Algunos funcionarios demócratas esperaban que ella aceptara postularse al Senado para terminar el mandato de su esposo, pero ella se negó de nuevo y en cambio apoyó a Martha Coakley para la elección especial para ocupar el puesto vacante. Coakley fue derrotada por Scott Brown. Un año más tarde, la especulación continuó cuando algunos demócratas notaron que la vieron como su mejor oportunidad de recuperar el antiguo asiento del senador Kennedy que ocupaba Brown y los republicanos en las elecciones de 2012; sin embargo, se negó nuevamente, y la nominación demócrata fue otorgada a Elizabeth Warren, quien derrotó a Brown en noviembre de 2012.
Después de la muerte del senador, Kennedy ha hablado en las ceremonias de graduación y ha recibido títulos honoríficos de la Universidad de Massachusetts en Boston, la Universidad Wesleyana de Ohio y en el College Park de la Universidad de Maryland en Maryland, durante la primavera de 2010. También sorprendió a los 95 graduandos de la promoción 2010 de Harwich High School en Cape Cod, al aceptar su invitación a hablar en el acto de graduación en junio de 2010.
Kennedy fue invitada a hablar en el inicio de la primavera del colegio católico Anna Maria en Paxton, Massachusetts, pero por petición del obispo Robert McManus de la Diócesis de Worcester, la invitación a Kennedy fue anulada por el colegio. El obispo y otras organizaciones católicas habían expresado reservas acerca de que una defensora del movimiento proelección (derecho al aborto) como es Kennedy, que hablara en una universidad católica.
El 3 de mayo de 2013, recibió el premio "Mujer del siglo XXI" durante el almuerzo anual de 2013 del Gremio de Mujeres de Cedars-Sinai, presentado por la actriz Morgan Fairchild.
En febrero de 2014, el presidente de los Estados Unidos, Barack Obama, la nominó para servir como gobernadora del Servicio Postal de los Estados Unidos (miembro de la Junta de Gobernadores del Servicio Postal de los Estados Unidos), por un período que expiró el 8 de diciembre de 2016. De haberse confirmado , Kennedy asumiría el puesto en la junta directiva dejado vacante por Carolyn L. Gallagher. Dicha nominación expiró con el término del mandato de Obama como presidente.